# Mimosa pseudincana
Mimosa pseudincana är en ärtväxtart som beskrevs av Arturo Erhardo Erardo Burkart. Mimosa pseudincana ingår i släktet mimosor, och familjen ärtväxter.

## Underarter
Arten delas in i följande underarter:
- M. p. discolor
- M. p. pseudincana